# Vatukoula F.C.
Vatukoula F.C. là một câu lạc bộ bóng đá Fiji thi đấu ở giải hạng nhì của Hiệp hội bóng đá Fiji. Đội bóng đến từ đảo Viti Levu.
Trang phục của đội bóng bao gồm áo cam quần trắng.

## Lịch sử
Hiệp hội bóng đá Vodafone Vatukoula được thành lập năm 1979, dưới sự điều hành của Chủ tịch Umesh Chandra

## Tiểu sử
- M. Prasad, Sixty Years of Soccer in Fiji 1938 – 1998: The Official History of the Fiji Football Association, Fiji Football Association, Suva, 1998.